# Rónyai Lajos
Rónyai Lajos (Szekszárd, 1955. január 18. –) Széchenyi-díjas magyar matematikus, egyetemi tanár, a Magyar Tudományos Akadémia rendes tagja. Az algebrai alkalmazások és a számítástudomány algoritmusainak neves kutatója. 1995 és 2008 között az MTA Számítástechnikai és Automatizálási Kutatóintézete Informatikai Laboratóriumának vezetője.

## Életpályája
1974-ben kezdte meg egyetemi tanulmányait az Eötvös Loránd Tudományegyetem Természettudományi Kar matematikus szakán, ahol 1979-ben szerzett egyetemi diplomát.
Diplomájának megszerzése után az MTA Számítástechnikai és Automatizálási Kutatóintézetében (MTA SZTAKI) kezdett el dolgozni. 1987-ben tudományos főmunkatársi kinevezést kapott. 1995-ben a SZTAKI Informatikai Laboratóriumának vezetője lett, amely pozíciójában többször megerősítették. 2008-ban a kutatóintézet Számítástudományi Kutatócsoportját vette át. Közben 1999-ben tudományos tanácsadói megbízást kapott.
Kutatóintézeti állása mellett 1990 és 1992 között a Budapesti Műszaki Egyetem (BME) szerződéses, majd 1992-től félállású oktatója volt. 1996-ban habilitált, majd 1998-ban egyetemi tanári kinevezést kapott a BME algebra tanszékére, amelynek vezetését 2001-ben vette át. 1998 és 2001 között Széchenyi professzori ösztöndíjas volt. Az Oregoni Egyetem (1984–1985) és a Chicagói Egyetem (1987–1989) vendégoktatója volt.
1987-ben védte meg a matematikai tudományok kandidátusi, 1999-ben akadémiai doktori értekezését. Közben 1993-ban az MTA Számítástudományi és Informatikai Bizottságának lett tagja. 2001-ben megválasztották a Magyar Tudományos Akadémia levelező, 2007-ben rendes tagjává. Emellett számos tudományos társaságban, tudományos közéleti szervezetben működik közre: Bolyai János Matematikai Társulat (1979-től), European Research Council szakértői panelje (2007-től), MTA Doktori Tanács póttagja (2005–2008). Emellett az Acta Mathematica Hungarica, a Matematikai Lapok és az Alkalmazott Matematikai Lapok szerkesztőbizottságában is közreműködik.

## Munkássága
Kutatási területe az algebra alkalmazásai, a számítástudomány kérdéskörén belül az algoritmusok, az adatbázisok és a szimbolikus számítások területe és a diszkrét matematika.
Polinom idejű módszereket dolgozott ki algebrai és számelméleti (aritmetikai) algoritmikus problémák megoldására. Diszkrét matematikai és számítástudományi problémák vizsgálata során algebrai módszereket alkalmaz, többek között a Zarankiewicz–problémával kapcsolatos úgynevezett normagráf konstrukció tekintetében is. Determinisztikus polinom idejű módszereket dolgozott ki véges testek feletti korlátos fokú polinomok felbontására.
Több mint hetvenöt tudományos publikáció szerzője vagy társszerzője. 1998-ban egyetemi tankönyve jelent meg Algoritmusok címmel, amelynek egyik társszerzője volt.

## Díjai, elismerései
- Akadémiai Ifjúsági Díj (1985)
- Kalmár László-díj (1997)
- Benedikt Ottó-díj (2000)
- Bolyai Farkas-díj (2000, MTA)
- Szele Tibor-emlékérem (2015)
- Széchenyi-díj (2019)

## Főbb publikációi
- Polynomial Time Solutions to some Problems in Computational Algebra (társszerző, 1985)
- On Algebraic Properties of Monotone Clones (Demetrovics Jánossal és Hannák Lászlóval, 1986)
- Factoring Polynomials Over Finite Fields (1988)
- Computing Irreducible Representations of Finite Groups (Babai Lászlóval, 1990)
- Computations in Associatiative Algebras (1993)
- Algoritmusok (Ivanyos Gáborral és Szabó Rékával, 1998)
- A Comibatorical Problem on Polynomials and Rational Functions (társszerző, 2001)
- Efficient algorithms (társszerk., 2005)